# 馬丘塔斯山脈

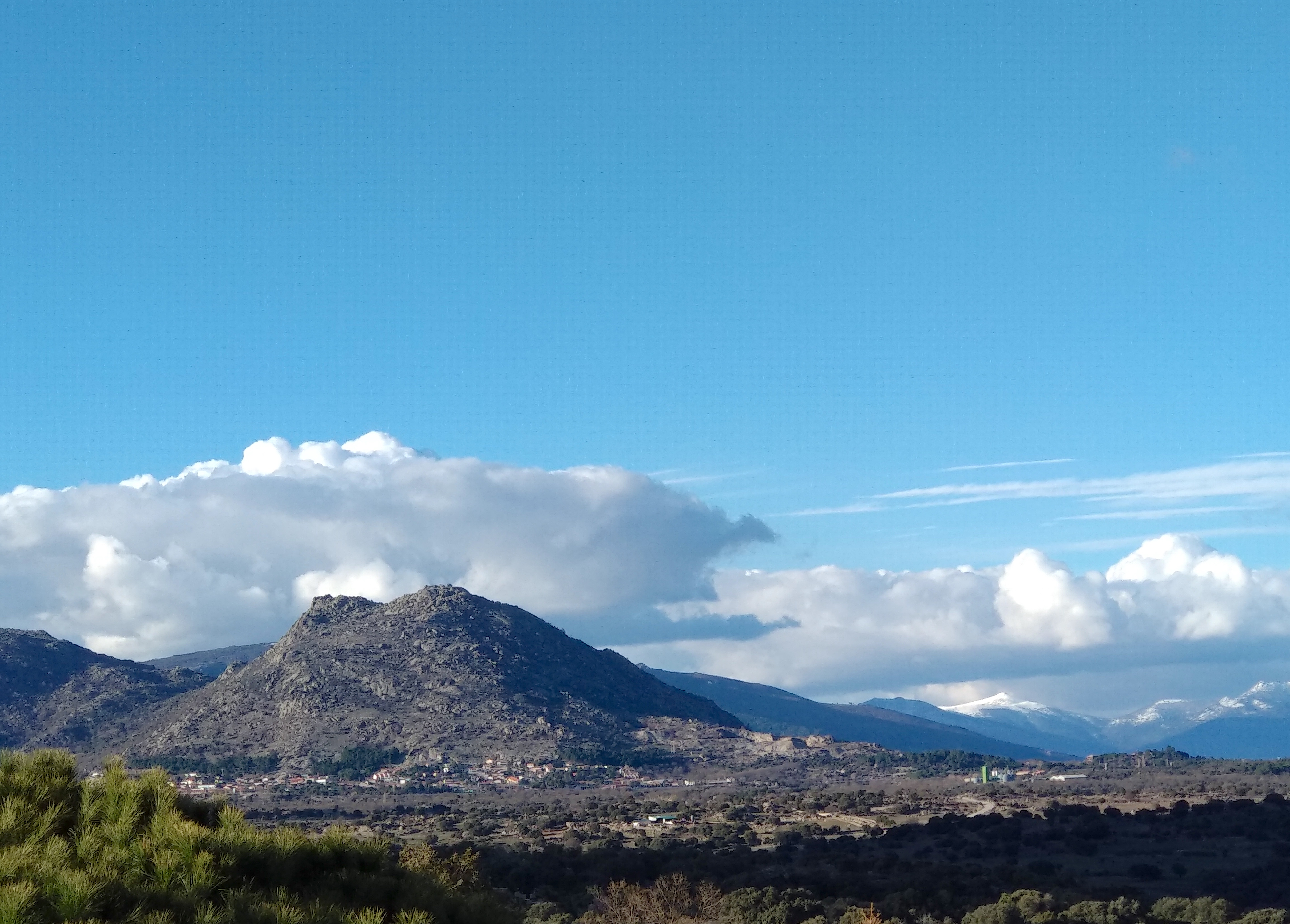

馬丘塔斯山脈是西班牙的山脈，位於馬德里自治區西北部，屬於瓜達拉馬山脈的一部分，最高點海拔高度1,466米，前往該山脈最直接的途徑是薩爾薩萊霍。